# افه کان سیهلار اوغلو
افه کان سیهلار اوغلو (ترکی استانبولی: Sihlaroğlu؛ زادهٔ ۸ ژوئیهٔ ۲۰۰۵) بازیکن فوتبال است.
وی همچنین در تیم ملی فوتبال Turkey U17 بازی کرده‌است.